# Gérard Moussay
Gérard Moussay, né le 16 août 1932 à Brecé (Mayenne) et mort le 1er février 2012 à Paris,  est un missionnaire catholique français. Il est également spécialiste des langues cam et minangkabau. 

## Biographie

### 1954-1975
Fils de cultivateurs, aîné de quatre enfants, il fait ses études aux Petit et Grand Séminaires de Laval. Il est ensuite entré aux Missions étrangères de Paris le 20 septembre 1954 et ordonné prêtre à Laval  le 29 juin 1957. Quelques mois plus tard, il part au Viet Nam pour la mission de Nha Trang. Il commence l’étude du vietnamien à Banam (Cambodge) . 
En 1954, quand le Viet Nam s’est divisé en deux, au nord et au sud du 17e parallèle, quelques centaines de milliers de Vietnamiens réfugiés venant du Nord (fervents catholiques pour la plupart), se sont installés par petits groupes dans de différents endroits du Sud du pays afin d’exploiter de la terre, puisqu’ils viennent pour beaucoup d’entre eux de la campagne du Nord. Ainsi, de 1958 à 1968, Gérard Moussay s’occupe de ces catholiques dans les provinces de Ninh Thuân et de Binh Tuy. En particulier, il y fonde les deux paroisses de Hiêp Nghia et de Hiêp An. Proche de ses paroissiens et doué en langue, il parle impeccablement le vietnamien. Ce n’est pas rare de l’entendre citer une expression populaire vietnamienne, telle que « ông ke » (monsieur « ke », un imaginaire terrible homme prêt à ramasser des enfants peu sages et dont les mamans rappellent le nom chaque fois que leurs enfants pleurent ou ne veulent pas dormir) ou encore un proverbe : « an trai nho ke trông cây » (littéralement : « manger le fruit, se souvenir de celui qui plante l’arbre »).
En 1968, en accord avec ses confrères  sur la réorientation de la Société des Missions étrangères et encouragé par son évêque, il s’installe à Phan Rang (province de Ninh Thuân) au milieu des Cam (ou Chàm en vietnamien) dont le nombre d’habitants  au début des années 1970 atteint environ 40 000, y compris ceux de la région voisine (Phan Ri). Les deux tiers de cette population Cam pratiquent « une religion qui fut sans doute autrefois la religion brahmaniste, mais qui ne garde plus aujourd’hui qu’un souvenir fort lointain de cette religion venue de l’Inde » . L’autre tiers est des Bani qui sont, ainsi appelés, les descendants des Cam qui ont opté pour l’Islam depuis le XIVe ou XVe siècle. Ces deux communautés qui ont leurs villages, leurs clergés, leurs rites différents, ne se marient pas entre elles, mais conservent beaucoup de relations (même calendrier cam et certaines cérémonies) .  Une petite partie de cette ethnie se trouve dans le sud-ouest du pays près de la frontière cambodgienne. C’est dans ce pays voisin que se concentre une grande majorité des Cam. Ce que Gérard Moussay témoigne quand il s’y installe. Il y fonde le Centre culturel Cam consacré à l’étude de la langue Cam tout en formant une équipe de chercheurs avec la collaboration des vieux lettrés Cam. Ils collectent les anciens textes, les traduisent et les publient . Un dictionnaire cam-vietnamien-français est sorti en 1971.
En 1975, quand les communistes ont pris le pouvoir au Viet Nam du Sud, il regagne la France comme tous ses confrères travaillant dans ce pays.

### 1976-1993
Juillet 1976, il reçoit une nouvelle destination en Indonésie au diocèse de Padang, sur la côte ouest de l’île de Sumatra. Avant de partir, il suit un cours intensif d’indonésien organisé au siège des Missions Etrangères. Plus tard, il s’intéresse à la langue minangkabau.  Le rapprochement de ces deux langues à celle des Cam facilite quelque peu sa tâche. Entre août 1978 et mai 1979, il suit un cours d’arabe et d’islamologie à Rome. Tout en exerçant son rôle de vicaire (1978-1981) puis de curé (1981-1993) à Bukittinggi,  il se met à rédiger une grammaire du minangkabau qu’il présentera pour une thèse de doctorat à l’École des hautes études en sciences sociales (EHESS) en 1982. Assisté par des collaborateurs minangs, Gérard Moussay entreprend la préparation d’un dictionnaire minangkabau-indonésien-français par le dépouillement systématique de la presse locale entre 1965 et 1990. À travers cette œuvre, il désire présenter « la langue Minangkabau telle qu’on la parle et telle qu’on l’écrit aujourd’hui  » . On y découvre comme référence toute la littérature des  proverbes, des sentences, des contes populaires….. Ce dictionnaire ne sera publié qu’en 1995 à Paris.

### 1993-2012
Début 1993, Gérard Moussay est nommé à la direction des Archives des Missions étrangères et s’en occupe jusqu’à son décès en février 2012. Pendant ces années, avec l’assistance d’une petite équipe de collaborateurs et collaboratrices, il entreprend le recensement d’innombrables documents, sous forme de dictionnaires, récits de voyage, correspondance entre les missionnaires à travers des continents et des siècles…  Il réorganise la structure interne afin de recevoir des chercheurs et étudiants mettant à leur disposition, hormis ses propres expériences, la richesse documentaire datée de plusieurs siècles. Sous sa direction, plusieurs livres (répertoires des membres des Missions étrangères, leur bibliographie…) ont été publiés. Il participe activement à l’exposition de 2008 au siège des Missions étrangères, à l’occasion du 350e anniversaire de la fondation de cette Société.